# Eurygaster integriceps
Espèce
Eurygaster integriceps est une espèce d'insectes hémiptères de la famille des Scutelleridae. C'est une des punaises des céréales.
Cet insecte qui se nourrit principalement sur les plantes de la famille des Poaceae, est un ravageur important des cultures de blé et d'orge, surtout en Asie occidentale et centrale.

## Distribution
L'aire de répartition comprend l'Afrique du Nord, les Balkans (Albanie, Grèce, Bulgarie et Roumanie), l'Asie mineure et le Moyen Orient (Turquie, Syrie, Liban, Iran, Irak), l'Asie centrale (Afghanistan, Kazakhstan, Kirghizistan, Tadjikistan, Turkménistan, Ouzbékistan), ainsi que le Pakistan et la Russie.